# Записки за странното от кабинета на Приказливия
Записки за странното от кабинета на Приказливия (традиц. китайски: 聊齋誌異; опростен китайски: 聊斋志异; пинин: Liáozhāi zhìyì) е китайски сборник с над 500 свръхестествени истории, написани от Пу Сунлин по време на династията Цин. Познати са и като „Записки за странното, написани в кабинета на Приказливия“ или „Записки за странното от кабинета на Ляо“. Смята се, че сборникът е публикуван за пръв път от внука на Пу през 1740, но най-ранният запазен екземпляр датира от 1766. Всяка от историите е с различна дължина и описва необичайна случка. Героите са както обикновени, смъртни хора, така и лисици (които според китайските вярвания са магически създания), духове, зверове, даоистки вълшебници и т.н.

## Откъси
- Остър меч
- Изрисуваната стена
- Дракони